# Kilpijärvi (sjö i Nyland)
Kilpijärvi är en sjö i Mäntsälä kommun i Finland.   Den ligger i landskapet Nyland, i den södra delen av landet, 60 km norr om huvudstaden Helsingfors. Kilpijärvi ligger 78,1 meter över havet. Arean är 2,6 kvadratkilometer och strandlinjen är 12 kilometer lång. Sjön  ingår i Svartsåns huvudavrinningsområde.   I omgivningarna runt Kilpijärvi växer i huvudsak blandskog. I sjön Kilpijärvi finns öarna Pukkisaari och Pöytäsaari.